# Höckriger Bandfüßer

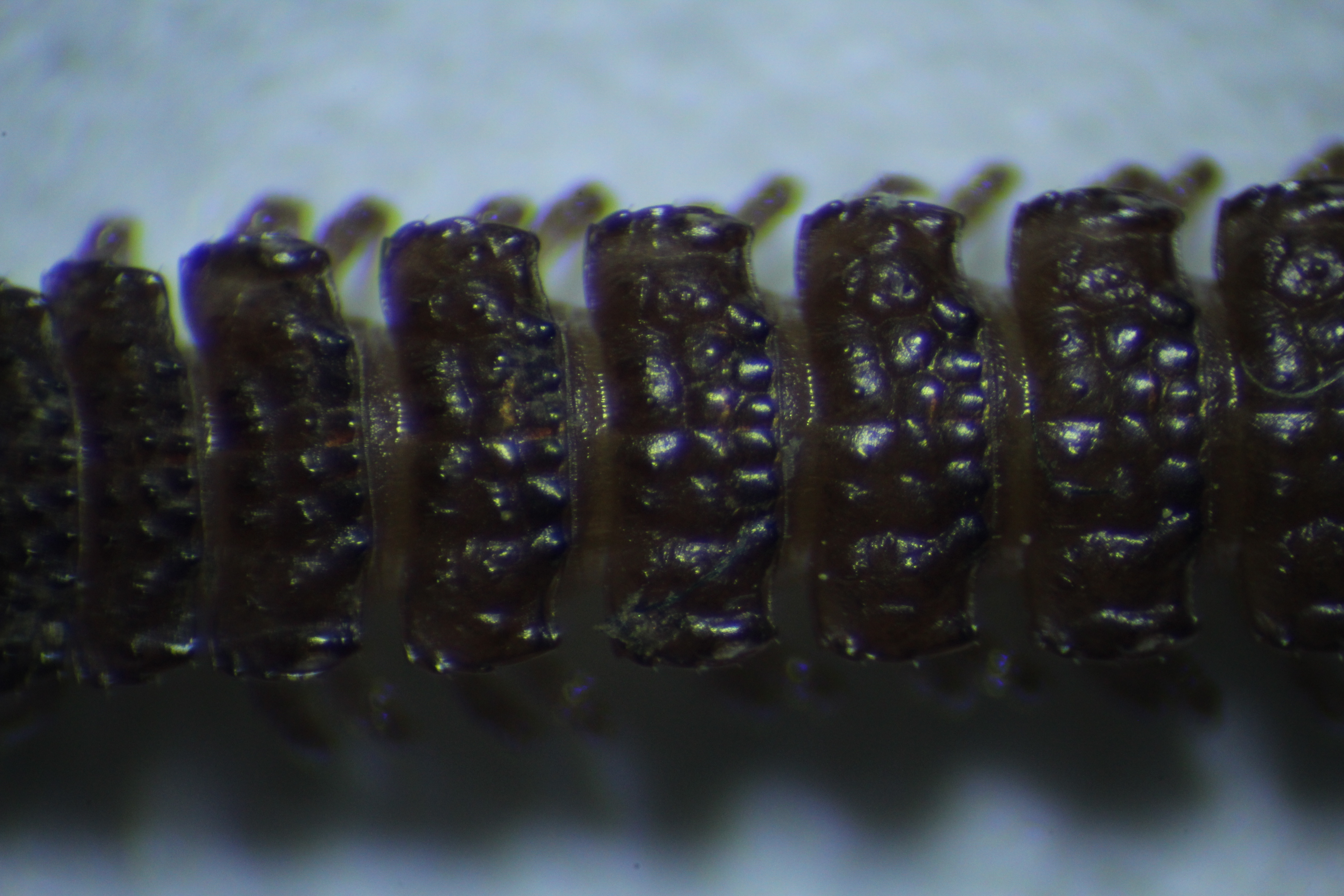
Detailaufnahme der Tergite mit den gut erkennbaren drei Felderreihen pro Tergit an Höckern

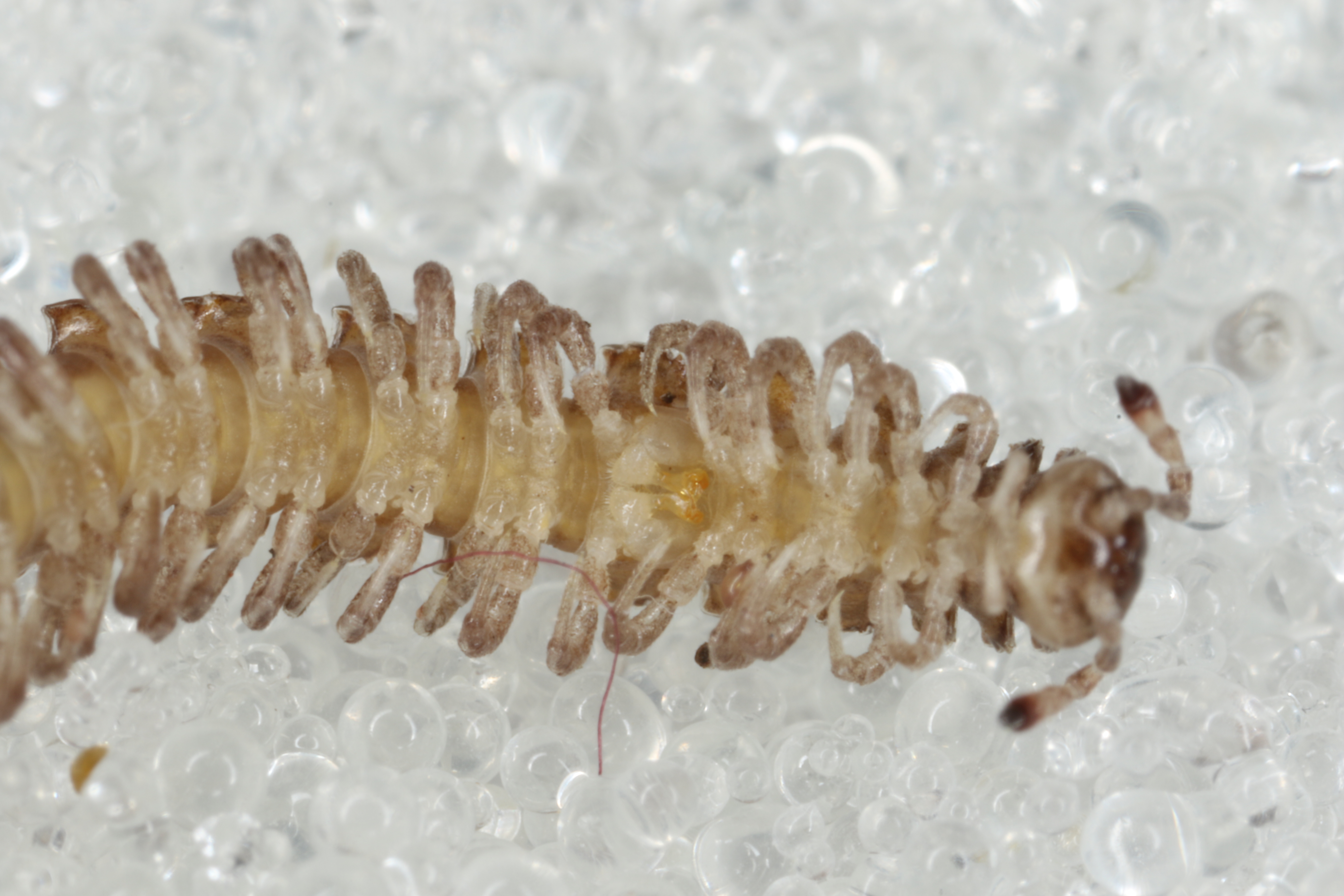
Unterseite eines Männchens

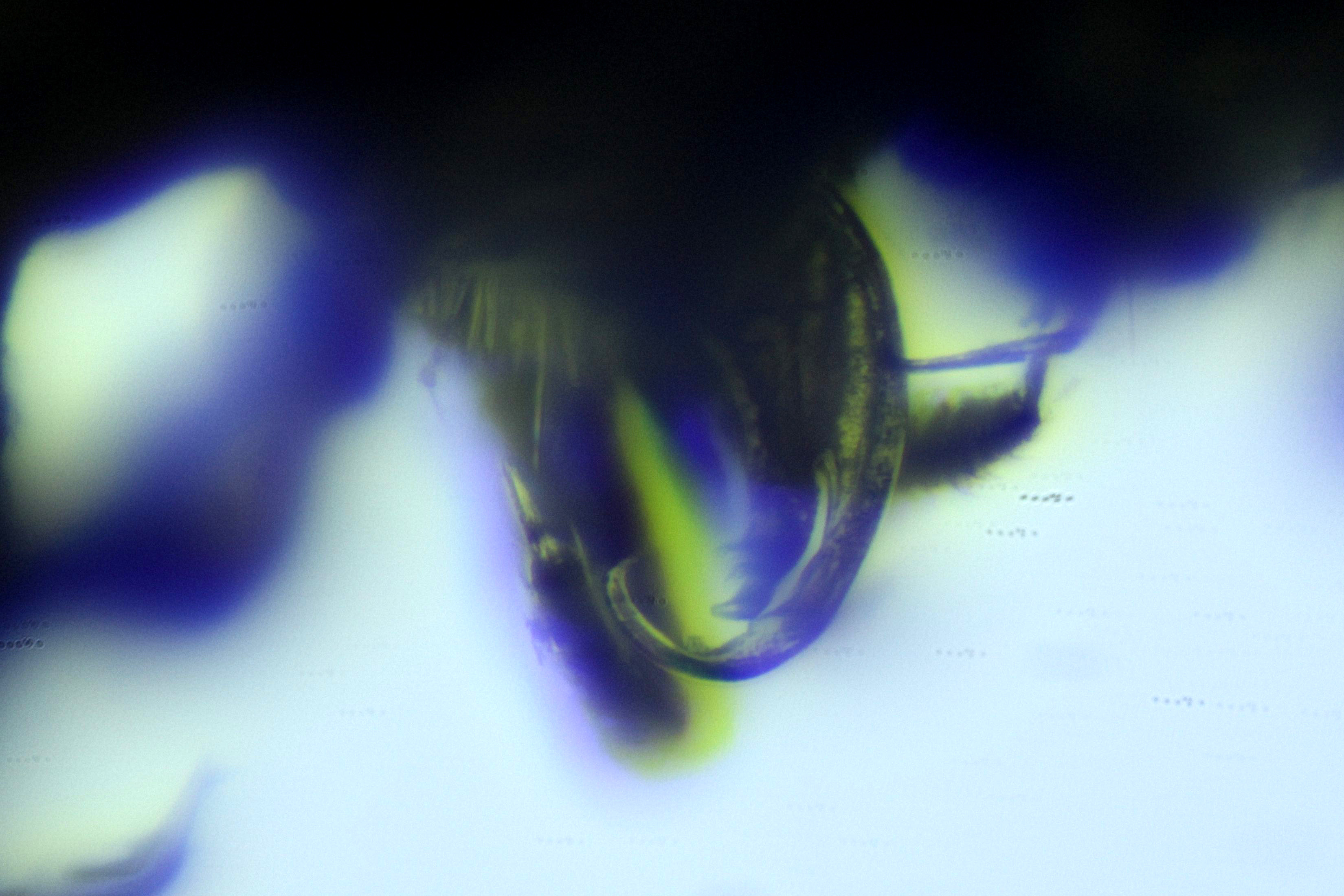
Männliches Gonopodium

Der Höckrige Bandfüßer (Polydesmus inconstans) ist eine Art der zu den Doppelfüßern gehörenden Bandfüßer und weit in Europa verbreitet.

## Merkmale
Die Körperlänge beträgt 10–16 mm. Der Körper besteht aus 20 Körperringen. Alle drei Höckerreihen der Rückenschilde sind sehr deutlich ausgeprägt, die Ventralspange weist zwei breite Zähne und einen spitzen Zahn auf.

### Ähnliche Arten
Die Art ähnelt sehr Polydesmus denticulatus. Bei dieser Art ist jedoch der Höcker der ersten Reihe nur schwach ausgeprägt, außerdem weist die Ventralspange zwei spitze Zähne auf. Auch Propolydesmus testaceus ähnelt P. inconstans, hier sind die Höcker der ersten Reihe jedoch ganz fehlend und die Ventralspange weist drei spitze Zähne auf. Alle drei Arten sind am sichersten durch die männlichen Gonopoden oder weiblichen epigynalen Strukturen bestimmbar, die Bestimmung im Feld kann schwierig sein. Einfacher ist die Art dagegen von Polydesmus angustus und Polydesmus complanatus zu unterscheiden. Diese sehen zwar grundsätzlich ähnlich aus, werden aber meist größer, während Brachydesmus superus kleiner bleibt. Die Ventralspange von Polydesmus angustus weist ebenfalls zwei breite und einen spitzen Zahn auf, jedoch ist die Form dieser Zähne anders.

## Verbreitung
Die Art ist weit in Europa verbreitet, ihr Verbreitungsgebiet wird manchmal als gesamteuropäisch beschrieben. Darüber hinaus wurde sie nach Nordamerika sowie in den asiatischen Teil Russlands eingeschleppt. In Europa kommt sie von der Iberischen Halbinsel, Frankreich (hier liegt auch die Typuslokalität) und Irland im Westen bis Estland, Russland und Bulgarien im Osten vor. Nördlich findet sich die Art bis Schottland, Shetland und den Süden Norwegens und Schwedens. Nach Süden ist sie bis in den nördlichen Mittelmeerraum verbreitet. In Nordamerika gibt es Funde der Art von der Westküste bis zur Ostküste, vom südlichen Kanada im Norden bis in die zentralen Gebiete der Vereinigten Staaten im Süden.
In Deutschland ist die Art im Norden und in Mitteldeutschland weit verbreitet, fehlt im Süden aber vielerorts. Zahlreiche Funde gibt es aus Schleswig-Holstein (nördlich bis zur Eckernförder Bucht), Hamburg, Niedersachsen, Mecklenburg-Vorpommern, Nordrhein-Westfalen, Sachsen-Anhalt, Brandenburg, Berlin, Sachsen, Thüringen und dem Saarland. In Hessen ist die Art nur aus Südhessen bekannt, in Rheinland-Pfalz nur aus der Eifel und dem Pfälzer Wald. In Bayern gibt es vereinzelte Funde aus dem Nordosten und in Baden-Württemberg ist die Art nur von einem Fund am Bodensee aus dem 20. Jahrhundert bekannt. Aus der Schweiz und aus Tschechien ist die Art bekannt, aus Österreich jedoch nicht.
Polydesmus inconstans gilt in Deutschland als ungefährdet. Es handelt sich um eine Art, die sich von eiszeitlichen Rückzugsgebieten in Westeuropa aus nach Deutschland ausgebreitet hat.

## Lebensraum
Die Art gilt als mesobionte (besonders nasse und trockene Biotope meidende), eurytope Art, die in Deutschland vor allem auf kalkhaltigen Wiesen, in Laubwäldern, kleinen Gehölzen, Erlenbrüchen, Uferzonen sowie in synanthropen Biotopen, auch Städten, zu finden ist. Der Grad der Synanthropie ist recht hoch, die Art findet sich häufiger in von Menschen beeinflussten Lebensräumen als in natürlichen Biotopen. Dadurch unterscheidet sie sich auch von der ähnlichen Art Polydesmus denticulatus, die natürliche Biotope bevorzugt. Eine Präferenz hinsichtlich Wald oder Offenland ist bei P. inconstans nicht erkennbar, sie wurde in einer Studie von Voigtländer (2011) jedoch als xerobionte (trockene Biotope besiedelnde) Offenlandart charakterisiert, was der Einordnung von Schubart (1957) als mesobionte eurytope Waldart widerspricht.
In Schleswig-Holstein ist sie aus verschiedensten Biotopen bekannt, auch in Mecklenburg-Vorpommern besiedelt sie recht verschiedenartige Biotope. In Hamburg wurde sie in Parks und Altbuchenbeständen gefunden, in Brandenburg vorzugsweise in Erlenbrüchen, aber häufig auch in synanthropen Biotopen, jedoch fast nie zusammen mit Polydesmus denticulatus. In Sachsen-Anhalt ist die Art als eurytoper Offenlandbewohner mit einer Bevorzugung trockener Standorte bekannt, in Nordrhein-Westfalen kommt die Art oft auf Truppenübungsplätzen mit sandigen Böden oder anderen anthropogen beeinflussten Biotopen vor. In Sachsen und Sachsen-Anhalt gilt P. inconstans zusammen mit Craspedosoma rawlinsii als Pionierart auf Kippenböden der Bergbaufolgelandschaft des Braunkohletagebaus. Die Art tritt dort mit beginnender Vegetationsbedeckung im dritten bis vierten Rekultivierungsjahr auf und verschwindet wieder mit einsetzender Wiederbewaldung. In Rheinland-Pfalz wird die Art vielfach synanthrop gefunden.

## Lebensweise
Phänologisch betrachtet ist P. inconstans eine mehrjährige Sommerart, die ab der zweiten Frühjahrshälfte mit einem Maximum im Juni den ganzen Sommer über aktiv ist. Im Januar und Februar findet man die Tiere fast nie. Im Gegensatz zu Arten wie Polydesmus angustus oder Polydesmus complanatus, die Brutpflege zeigen, indem sie noch einige Tage nach dem Nestbau auf oder bei dem Nest verweilen, wurde dieses Verhalten bei Polydesmus inconstans oder Polydesmus denticulatus bisher nicht beobachtet. P. inconstans  präferiert Temperaturen im Bereich zwischen 15 und 21 °C. Die Letaltemperatur liegt bei etwa 26 °C. Die Ernährung besteht vermutlich wie bei anderen Bandfüßern aus Laubstreu, anderem toten Pflanzenmaterial, morschem Holz und Pilzen.

## Taxonomie
Die Art wurde 1883 von Robert Latzel als Polydesmus inconstans erstbeschrieben. Auf dem Buchtitel des Buches, in dem die Erstbeschreibung zu finden ist, steht noch das Jahr 1883, es wurde jedoch erst 1884 durch die Druckerei ausgeliefert und daher offiziell erst 1884 publiziert. Dadurch findet sich manchmal die Fehlangabe Polydesmus inconstans Latzel, 1883 in der Literatur. Synonyme der Art lauten Paradesmus testi (Bollman, 1888), Polydesmus borealis (Porat, 1889), Polydesmus hanseaticus Attems, 1926, Polydesmus hortus Williams & Heftner, 1928, Polydesmus pronomeutes Chamberlin, 1942, Polydesmus rhenanus Verhoeff, 1891, Polydesmus socarnius Chamberlin, 1910, Polydesmus testi Bollman, 1888 und Polydesmus wheeleri Causey, 1950. P. inconstans wurde in der Vergangenheit häufiger auch als Unterart oder Varietät von Polydesmus coriaceus beschrieben, so z. B. als Polydesmus coriaceus var. inconstans Latzel, 1884 oder Polydesmus coriaceus valesiacus Verhoeff, 1925.